# Calileptoneta ubicki
Calileptoneta ubicki är en spindelart som beskrevs av Ledford 2004. Calileptoneta ubicki ingår i släktet Calileptoneta och familjen Leptonetidae. Inga underarter finns listade.